# 6. dragonski polk (Avstro-Ogrska)
Za druge 6. polke glejte 6. polk.
6. dragonski polk (izvirno nemško Mährisches Dragoner Regiment »Friedrich Franz IV. Großherzog von Mecklenburg-Schwerin« Nr. 6; dobesedno slovensko: Moravski dragonski polk »Friedrich Franc IV. veliki vojvoda von Mecklenburg-Schwerin« št. 6) je bil konjeniški polk k.u.k. Heera.

## Zgodovina
Polk je bil ustanovljen leta 1701. 

### Prva svetovna vojna
Polkovna narodnostna sestava leta 1914 je bila sledeča: 61% Čehov, 38% Nemcev in 1% drugih.
Naborni okraj polka je bil na Dunaju, pri čemer so bile polkovne enote garnizirane sledeče: Przemyśl (štab), Hruszów (I. divizion) in Powiat (II. divizion).

## Poveljniki polka
- 1859: Alexander zu Pappenheim[5]
- 1879: Georg Fricke[6]
- 1908: Vincenz von Abele[7]
- 1914: Alfred von Rettich[8]